# Sielsowiet Wierzchowice
Sielsowiet Wierzchowice (s. wierzchowicki, biał. Вярховіцкі сельсавет, ros. Верховичский сельсовет) – sielsowiet na Białorusi, w obwodzie brzeskim, w północno-zachodniej części rejonu kamienieckiego. 

## Położenie
Siedzibą sielsowietu są Wierzchowice. Jednostka podziału administracyjnego sąsiaduje na południu z sielsowietami Raśna, Bieławieżski i Wojska, na wschodzie z sielsowietami Dmitrowicze i Kamieniuki. Ponadto sielsowiet znajduje się przy granicy z Polską i na zachodzie oraz północy graniczy z gminami województwa podlaskiego: Czeremcha, Kleszczele, Dubicze Cerkiewne (powiat hajnowski).

## Skład
Sielsowiet Wierzchowice obejmuje 24 miejscowości:
| Polska nazwa miejscowości        | Nazwa białoruska           | Nazwa rosyjska             | Typ jednostki osadniczej |
| -------------------------------- | -------------------------- | -------------------------- | ------------------------ |
| Awuls                            | Альвус (Alwus)             | Альвус                     | wieś                     |
| Bobinka                          | Бобінка                    | Бобинка                    | wieś                     |
| Brzozówka                        | Бярозаўка (Biarozaŭka)     | Березовка (Bieriezowka)    | wieś                     |
| Buszmicze                        | Бушмічы (Buszmiczy)        | Бушмичи (Buszmiczi)        | wieś                     |
| Chlewiszcze                      | Хлевішча (Chlewiszcza)     | Хлевище                    | wieś                     |
| Dołbizna                         | Доўбізна (Doŭbizna)        | Долбизно (Dołbizno)        | agromiasteczko           |
| Dubraucy (dawniej Świniewo)      | Дубраўцы (Dobraŭcy)        | Дубравцы (Dybrawcy)        | wieś                     |
| Dworzec                          | Дварэц (Dwarec)            | Дворец (Dworiec)           | wieś                     |
| Jasieniówka                      | Ясінаўка (Jasinaŭka)       | Ясиновка (Jasinowka)       | wieś                     |
| Juwsicze                         | Юўсічы (Juŭsiczy)          | Ювсичи (Juwsiczi)          | wieś                     |
| Kalenkowicze                     | Каленкавічы (Kalenkawiczy) | Каленковичи (Kalenkowiczi) | agromiasteczko           |
| Karolin                          | Каралін (Karalin)          | Каролин                    | wieś                     |
| Kazimierzowo                     | Казімірава (Kazimirawa)    | Казимирово (Kazimirowo)    | wieś                     |
| Kopyły                           | Капылы (Kapyły)            | Копылы                     | wieś                     |
| Kunachowice                      | Кунахавічы (Kunachawiczy)  | Кунаховичи (Kunachowiczi)  | wieś                     |
| Omelaniec                        | Амелянец (Amielaniec)      | Омеленец (Omieleniec)      | wieś                     |
| Opaka Mała                       | Апака (Apaka)              | Малая Опака (Małaja Opaka) | wieś                     |
| Pabieda (dawniej majątek Kopyły) | Пабеда, Перамога           | Победа                     | wieś                     |
| Podborze                         | Падбур’е (Padburje)        | Подбурье (Podburje)        | wieś                     |
| Radowicze                        | Радзевічы (Radziewiczy)    | Радевичи (Radiewiczi)      | wieś                     |
| Sipurka                          | Сіпурка                    | Сипурка                    | wieś                     |
| Suszki                           | Сушкі                      | Сушки                      | wieś                     |
| Wierzchowice                     | Вярховічы (Wiarchowiczy)   | Верховичи (Wierchowiczi)   | wieś                     |
| Wołkostawiec                     | Ваўкаставец (Waŭkastawiec) | Волкоставец                | wieś                     |

## Historia
W okresie międzywojennym miejscowości sielsowietu należały w większości do gminy Wierzchowice, a Chlewiszcze do gminy Połowce, obie w powiecie brzeskim województwa poleskiego II Rzeczypospolitej.